# Miadziolska grupa jezior

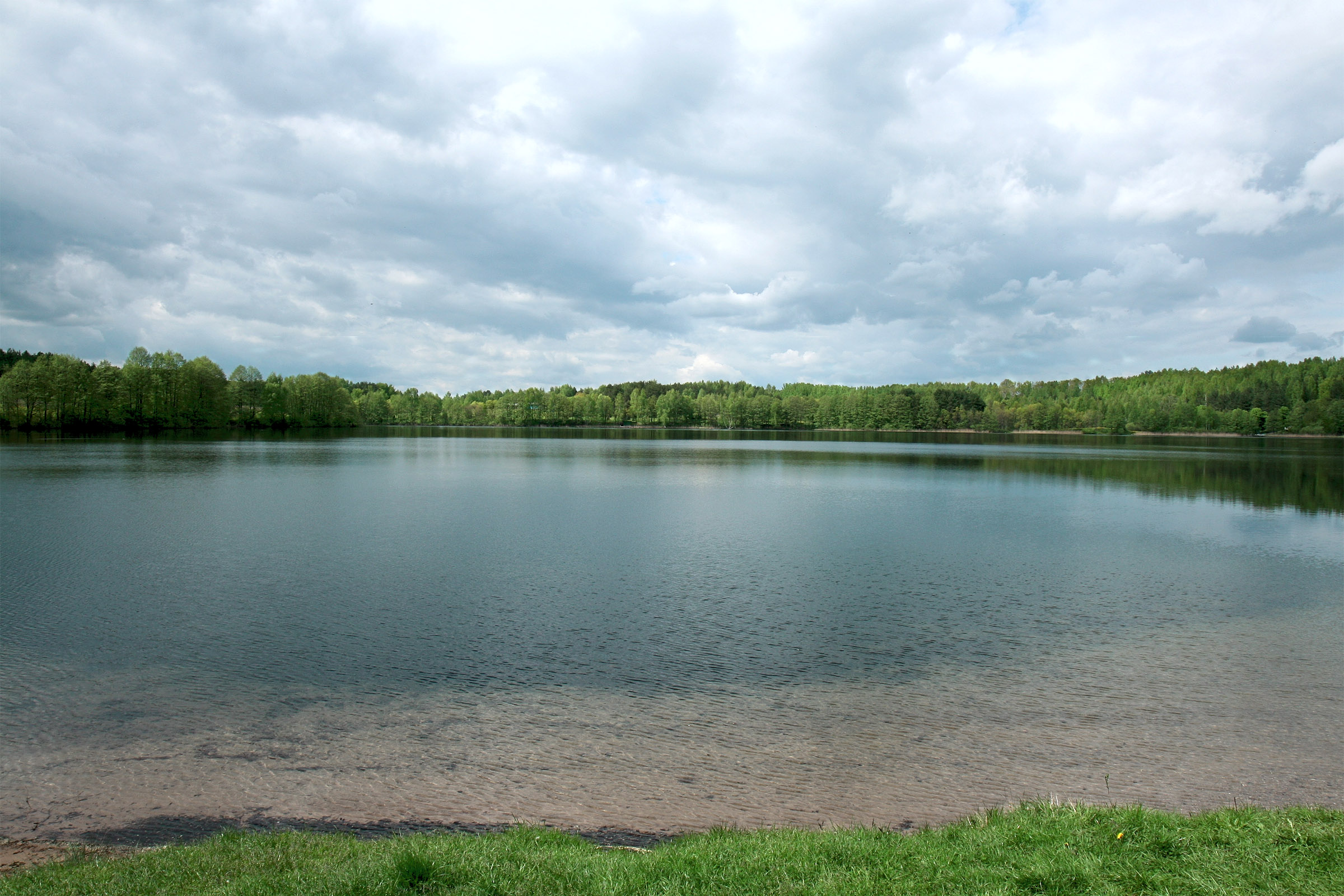
Jezioro Rudakowo.

Miadziolska grupa jezior – grupa jezior na Białorusi, w rejonie miadziolskim obwodu mińskiego.
Powierzchnia jezior to ok. 20 km². Największe z nich to Miadzioł (16,2 km²), pozostałe nie przekraczają 1 km². Jeziora połączone są płytkimi ciekami wodnymi; znajdują się w dorzeczu rzeki Miadziołki. Jezioro Rudakowo jest bezodpływowe.
Brzegi małych jezior silnie zarośnięte trzciną i sitowiem.
W skład grupy wchodzą:
- Miadzioł
- Rudakowo
- Kuźmicze
- Wołczyn
- Łotwiny
- Rosochy
- Chodasy
- Kniaginińskie
- Cziertok

Nad jeziorem Miadzioł i niektórymi małymi jeziorami znajdują się ośrodki wypoczynkowe i szlaki turystyczne.
Miadziolska grupa jezior wchodzi na terytorium Naroczańskiego Parku Narodowego.